# Chur (cratera)
Chur é uma cratera marciana. Tem como característica 4.3 quilômetros de diâmetro. Deve o seu nome a Chur, uma localidade da Rússia.